# Superasterids
De clade 'superasterids' is een grote clade van bedektzadige planten binnen de clade Pentapetalae (behorend tot de bedektzadigen), die meer dan 122.000 soorten bevat. De clade 'superasterids' is voor het eerst onderscheiden in het APG IV-systeem. De clade is een zustergroep van de orde Dilleniales en de clade 'superrosids'.

## Onderverdeling
De clade is verdeeld in 20 ordes zoals gedefinieerd in APG IV-systeem. Deze ordes omvatten op hun beurt samen ongeveer 146 families. De naam is gebaseerd op de naam "Asteridae", die gewoonlijk als een onderklasse werd beschouwd.
De clade 'superasterids' wordt gevormd door ordes Berberidopsidales, Santalales en Caryophyllales en de clade van de 'asterids'. Dit is een van de drie groepen die de Pentapetalae (kern van de 'eudicots' zonder de Gunnerales) samenstellen, de andere zijn Dilleniales en de 'superrosids' (Saxifragales en 'rosids').

## Stamboom
De fylogenetische stamboom van de Superasterids ziet er als volgt uit:
| - 'angiosperms', bedektzadigen, Angiospermae - basale 'angiosperms', ANA grade - - 'magnoliids', magnoliiden (Magnoliopsida) - Chloranthales - - 'monocots' (Monocotyledoneae) - Dicotyledonae, tweezaadlobbigen - Ceratophyllales - 'eudicots', Asteropsida, 'nieuwe' tweezaadlobbigen - basale 'eudicots' - Pentapetalae - 'superrosids' - Dilleniales - 'superasterids' - - Berberidopsidales - - Santalales - - Caryophyllales - 'asterids', asteriden - Cornales - - Ericales - - 'lamiids', lamiiden, 'euasterids I' - - Icacinales - - Metteniusales - - Garryales - - Vahliales - Solanales - Gentianales - Boraginales - Lamiales - 'campanulids', campanuliden, 'euasterids II' - - Aquifoliales - - Asterales - Escalloniales - - Bruniales - - Apiales - - Dipsacales - Paracryphiales |
| polyfyletische groep grade 'benoemde' clade |